# Plator pandeae
Plator pandeae là một loài nhện trong họ Trochanteriidae. Loài này phân bố ở Ấn Độ en Trung Quốc.